# Арпинати, Леандро
Леандро Арпинати (итал. Leandro Arpinati; 29 февраля 1892, Чивителла-ди-Романья — 22 апреля 1945, Арджелато) — итальянский политик, партийный и спортивный функционер фашистского периода.

## Биография

### Политическая деятельность
Леандро Арпинати начинал политическую деятельность как социалист, позднее стал анархистом, в 1919 году перешёл к фашистам, став одним из создателей и видным деятелем Болонского отделения Итальянского союза борьбы, в структуре которого всегда представлял синдикалистское течение. В 1921—1934 годах состоял в Палате депутатов (одновременно в 1926 году был подеста Болоньи, с 1929 года по май 1933 года являлся младшим статс-секретарём (sottosegretario di stato) Министерства внутренних дел.

### Спортивный функционер
В 1926 году президент НОК Италии Ландо Ферретти назначил Арпинати президентом Итальянской федерации футбола, и ради занятия этой новой должности тот ушёл с поста вице-президента Итальянской федерации лёгкой атлетики (FIDAL). Будучи подеста Болоньи в 1926 году, он сыграл решающую роль в реализации проекта строительства стадиона Littoriale (ныне — стадион имени Ренато Далл’Ара). Начиная с сезона 1926—1927 года Арпинати впервые разрешил участие в официальных матчах иностранных «легионеров» (южноамериканских футболистов итальянского происхождения), в 1929 году разделил итальянский футбольный чемпионат на серии «A» и «B», в 1931—1933 годах возглавлял одновременно с футбольной федерацией итальянский НОК.

### Последние годы
После назначения секретарём Национальной фашистской партии соперника Арпинати, Акилле Стараче, Муссолини 4 мая 1933 года потребовал от Арпинати освободить все занимаемые им должности. Функционер был обвинён во враждебном отношении к директивам правящего режима, 26 июля 1934 года арестован и приговорён к пяти годам ссылки на острове Липари, но уже через два года получил разрешение вернуться в маленький городок Малакаппа в окрестностях Болоньи, где оставался под наблюдением полиции. В 1941 году мобилизован рядовым в армию и провёл некоторое время в казарме, но затем возглавил сельскохозяйственную компанию. В 1943 году поддерживал контакт с принцем Умберто, но не имел отношения к аресту Муссолини в июле того же года. После освобождения диктатора немцами, Арпинати встретился с ним 7 октября 1943 года в замке Рокка делле Каминате (Rocca delle Caminate), но отказался от возобновления политической деятельности. Арпинати вернулся в Малакаппу, но 22 апреля 1945 года, на следующий день после освобождения Болоньи, был убит партизанами-коммунистами.